# Sandai sōron
Le sandai sōron (三代相論), ou « différenciation de la troisième génération différenciation », est un schisme majeur dans l'histoire de la branche Sōtō du bouddhisme zen, à propos de l'orthodoxie et de la succession de son fondateur, Dôgen à la troisième génération. Les grandes personnalités impliquées sont Jakuen, Gikai, Gien et Giin, chacun d'entre eux revendiquant le droit de succéder à Dôgen et de servir comme abbé du Eihei-ji. Cependant, l'histoire du sōron n'apparaît que 150 ans après qu'il aurait eu lieu, ce qui laisse planer le doute sur son authenticité. Il semble en effet s'agir d'une histoire inventée afin d'expliquer comment la lignée de Jakuen a finalement pris le contrôle du Eihei-ji. L'obscur terme sōron (相論, traduction du sanskrit laksana) peut être un euphémisme pour désigner le schisme de la troisième génération.

## Contexte historique
Dōgen, fondateur de l'école sōtō, nomme Koun Ejō pour lui succéder. Ejō donner la transmission du dharma à quatre moines, sans nommer de successeur clair à la tête de l'école. Ces moines qui ont reçu la transmission du dharma de Koun Ejō protestent tous les quatre leur amitié pour Dōgen et Ejō, tout en faisant preuve à des niveaux différent d'honnêteté et de respect des principes du sōtō, qu'ils interprétent de différentes façons.
Trois d'entre eux vont quitter l'Eihei-ji. Il est clair que Jakuen part de lui-même. Ses moines, d'abord restés en arrière, contribuent peut-être à la fragmentation de la ligne de Jakuen. Giin et Gikai quittent également le temple, mais dans des circonstances troubles, et avec plus d'adeptes que Jakuen ou Gien. Keizan, le successeur de Gikai, deviendra la plus célèbre figure du sōtō après Dōgen, et au début de l'ère moderne, la version du sōtō de Keizan est devenue la seule pratiquée au Japon.
Il est finalement décidé que Gien sera le troisième abbé légitime du Eihei-ji — mais on notera qu'il n'eut aucune autre influence dans l'histoire du zen. En fait, au moment où les histoires monastiques furent compilées, on ne se souvenait plus de rien à propos de Gien, sinon de son rôle dans la lutte pour le pouvoir. La puissance du Eihei-ji chuta rapidement avant que le temple soit finalement repris par Giun, un disciple de Jakuen. La lignée de Jakuen continua à contrôler l'Eihei-ji jusqu'en 1468.

## Récit selon l'école Jakuen
Kenkō, un moine de la ligne de Jakuen, écrit au XVe siècle une histoire du sōtō dans laquelle il affirme que Jakuen avait été fait troisième abbé de Eihei-ji à titre posthume en raison du sandai sōron. Son disciple Kenzei développa cette version, disant qu'après la mort d'Ejō, Gien occupa la fonction d'abbé par décision arbitraire (fiat) tandis que Gikai était à Kamakura. Au retour de Gikai, Gien était mort, mais Gikai contesta le titre aux partisans de Gien. Incapables de résoudre le problème, les moines portèrent la question devant le shogun local qui décréta que Gikai et Gien étaient tous deux les « anciens abbés », faisant ainsi de Jakuen (le suivant dans la lignée), le véritable abbé bien qu'il eût déjà quitté Eihei-ji.

## Récit selon la secte Rinzai
Écrivant également au XVe siècle, le moine rinzai Taikyokyu donne une autre version. Selon ses sources, lorsque Gikai rentra de Kamakura, Gien et Ejō étaient tous deux vivants, et Gien offrit à Gikak l'abbatiat, mais celui-ci refusa parce que Gien était d'un rang inférieur au sien. Ejō entama alors un second abbatiat, afin de permettre à Gikai de recevoir son titre d'un moine de rang supérieur pour permettre à Gikai de la recevoir d'un moine de rang supérieur, mais Gikai continua à contester que Gien eût jamais détenu légitimement le titre d'abbé. Ce récit se termine en disant que Gikai quitta Eihei-ji volontairement parce qu'il avait suffisamment de partisans pour assumer la charge lui-même.
Deux autres moines rinzai contemporains rapportent que Gikai et Gien se disputaient pour savoir lequel d'entre eux était le moine le plus ancien, Gikai disant qu'il avait étudié plus longtemps, et Gien disant qu'il était plus âgé.

## Récit selon l'école Giin
La dernière source primaire vient de l'école Giin et date d'un siècle plus tard. Cette source affirme que Giin a volontairement renoncé à sa prétention légitime (historiquement absurde) à l'abbatiat, et que Ejō désigna Gikai comme son disciple; mais Gien contesta cette investiture, affirmant qu'il devait passer en premier parce que Dōgen lui avait transmis directement le dharma. Le récit dit, à tort, que les moines ont tiré au sort et choisi Jakuen.